# Bhadrakali (Népal)
Bhadrakali (en népalais : भद्रकाली) est un comité de développement villageois du Népal situé dans le district de Sindhuli. Au recensement de 2011, il comptait 4 415 habitants.